# Adhafera
Adhafera (Zeta del Lleó / ζ Leonis) és un estel de la constel·lació del Lleó. Amb magnitud aparent +3,44 és el setè estel més brillant de la constel·lació.

## Nom
Adhafera és un nom procedent de l'àrab Ad-Dafirah que significa «rínxol». Curiosament sembla que originalment el rínxol es referia la veïna constel·lació de la Cabellera de Berenice i no a la cabellera del lleó, on de fet s'hi troba l'estel. El 2016, la Unió Astronòmica Internacional va organitzar un grup de treball sobre noms d'estrelles (WGSN) per catalogar i estandarditzar els noms propis de les estrelles. El primer butlletí del WGSN de juliol de 2016 incloïa una taula dels dos primers lots de noms aprovats pel WGSN; que incloïa Adhafera per a aquesta estrella

## Característiques físiques
Adhafera és una gegant blanc-groga de tipus espectral F0III. Les gegants de tipus F són molt escasses, ja que són estels en ràpida transició entre la seqüència principal i la fase de gegant. Fa només un milió d'anys —molt poc temps en l'escala de l'evolució estel·lar—, Adhafera era una estrella blanca de la seqüència principal de tipus A i, dins d'un altre milió d'anys, es transformarà en una gegant taronja, trigant uns 100 milions d'anys abans de convertir-se en una gegant vermella. Actualment té una temperatura superficial de 7.030 K, lluint amb una lluminositat 207 vegades major que la del Sol. El seu radi és unes 10 vegades més gran que el radi solar i rota a una velocitat de 84 km/s, emprant menys de 6 dies a completar un gir sobre si mateixa.
Adhafera forma una doble òptica amb l'estel 35 del Lleó, ambdós separa5s 5 minuts d'arc. No obstant això, ambdós estels no estan relacionades ja que mentre 35 del Lleó s'hi troba a 100 anys llum de distància, Adhafera hi és a 260 anys llum del sistema solar. Aquesta última forma part del corrent d'estels de l'Associació estel·lar de l'Ossa Major.